# 請求権と自由権
哲学および政治学では、請求権（せいきゅうけん、英: claim rights）と自由権（じゆうけん、英: liberty rights）を区別する場合がある。請求権とは、当該権利を有する者に対する他者の責任や義務を、必然的に伴う権利である。これに対して自由権とは、当該権利を有する者に自由または許可を与えるのみで、他者の義務を伴わない権利である。こうした区別は、アメリカの法学者ウェスリー・ホーフェルドが"Fundamental Legal Conceptions, As Applied in Judicial Reasoning and Other Legal Essays"(1919年)で示した分析に起源を持つ。
請求権と自由権は相互規定的である。ある人物があることを行う自由権を有するのは、そのことを当該人物が行うことを禁じる請求権を持つ人物がいない場合に限られる。同様に、ある人物が他者に対する請求権を有する場合、当該他者の自由権は制限される。これは義務論理における義務と権利の間に、「『ある人物が行うことを許可されていること』＝『当該人物が行わないことを義務付けられていないこと』であり、『行うことを義務付けられていること』＝『行わないことを許可されていないこと』である」というド・モルガンの双対性が成立しているからである。

## 概要
Xに対するある人物の自由権は、当該人物がXを実行または所有する自由に存する。これに対し、Xに対するある人物の請求権は、当該人物がXを実行または所有することを許可する（または可能にする）、他者の義務に存する。たとえば、ある人物が「自由な発言に対する自由権」を有するということは、当該人物が「自由に発言することを許されている（すなわち、自由に発言しても悪いことをしていることにはならない）」ことを意味する。しかし、ある人物が「自由な発言に対する自由権」を有することそれ自体は、「当該人物が言いたいことを伝えられるように他者が助けなければならない」ことを意味せず、「当該人物が自由に発言することを他者が妨害するのは悪いことである」ということさえ意味しない。これらのことを主張することは、「ある人物がコミュニケーションしようとする努力を他者が支援する義務を他者が有する」、あるいは「ある人物が自由に発言することを妨害しない義務を他者が有する」と主張することであり、したがって当該人物が「自由な発言に対する請求権」を有すると主張することを意味する。逆に、請求権を主張することは、必ずしも自由権を主張することを意味しない。たとえば、私刑を法律で禁止すること（私刑を受けない請求権を法律で確立すること）によって、私刑で防がれるであろうすべての行為が許可されるわけではない。
仮に、自由権だけが存在し、請求権が存在しない世界があるとすると、そのような世界では、あらゆることが許可されており、禁止されている行為も不作為もいっさい存在しない。すなわち、「不当な行為を受けた」という主張も「不作為の犠牲になった」という主張も、いっさい正当と見なされない。逆に、請求権だけが存在し、自由権が存在しない世界があるとすると、そのような世界では、許可されていることがいっさい存在しないだけでなく、あらゆる行為が「義務とされている」か「禁止されている」かのどちらかである。「人々は自由に対する請求権を有する」という主張、すなわち「人々は『許可されていることをお互いが行うことを妨げない義務』のみを有するのであり、各人が有する自由権は『他者の自由を尊重する義務』によってのみ制限される」という主張は、自由主義的な正義論の中心的テーゼである。

## 二次的権利
ホーフェルドの分析には、他に2つのタイプの権利が含まれていた。すなわちホーフェルドは、「権利(claim、請求権に相当)」と「特権(privilege、自由権に相当)」の他に、「権能(power)」と「免除権(immunity)」についても論じた。ホーフェルドの分析では、「権能(power)」は二次的な「特権(privilege、自由権)」であり、「免除権(immunity)」は二次的な「権利(claim、請求権)」である。「権能(power)」は、一次的権利の修正に関する自由権である。たとえばアメリカ合衆国議会は、法定義務を課し変更できる限りにおいて、アメリカ合衆国国民の法定権（legal rights）の一部を修正する権能(power)を有する。逆に「免除権(immunity)」は、一次的権利の修正に関する請求権である。たとえばアメリカ合衆国国民は、憲法により、アメリカ合衆国議会が国民の権利を修正する実定的（positive）な「権能(power)」を一定程度制限できる「免除権(immunity)」を有する。このため、「権能(power)」と「免除権(immunity)」はそれぞれ自由権と請求権に包含されるとする立場や、自由権と権能をまとめて「能動的権利」（active rights）に、請求権と免除権をまとめて「受動的権利」（passive rights）に分類する立場を取る論者も多い。
権利に関するこれらの分類は、特定の財産権など、複雑な事柄を説明する区分としても役立つ。たとえば、自分のコンピュータを使う権利は自由権として考えられるが、自分のコンピュータを他人が使うことを認める（自由権を付与する）権利は権能であり、自分のコンピュータを他人に使わせない権利は請求権である。さらにコンピュータの所有者は、当該コンピュータに関する自分の請求権と自由権を保護する免除権を有する場合もある。